# Chalinolobus morio
Chalinolobus morio — вид рукокрилих родини Лиликові (Vespertilionidae).

## Поширення
Ендемік Австралії, де широко поширений, особливо на півдні. Відомий від рівня моря до 1570 м принаймні у Вікторії. Цей вид зустрічається в широкому діапазоні середовищ існування від тропічних лісів до безлісих рівнин.

## Поведінка. Відтворення
Він утворює колонії в дуплах дерев, печерах і будівлях. Колонії можуть складатися з менш ніж 10 осіб до більш ніж 1000. Самиці зазвичай народжують одне дитинча.

## Загрози та охорона
Здається, немає серйозних загроз для цього виду. Був записаний на багатьох природоохоронних територіях.